# Nobels fredspris
Nobels fredspris är ett av de fem Nobelprisen, inrättade genom Alfred Nobels testamente. Priset delas ut årligen av den norska Nobelkommittén i Oslo.
Alfred Nobels testamente säger att priset skall tilldelas dem som "hafva gjort menskligheten den största nytta" och att en femtedel tilldelas "den som har verkat mest eller best för folkens förbrödrande och afskaffande eller minskning af stående arméer samt bildande och spridande af fredskongresser". Dessutom gällde dessa förutsättningar vad som gjorts under det gångna året. Detta frångicks dock av praktiska skäl av Nobelkommittén redan från början.

## Beskrivning

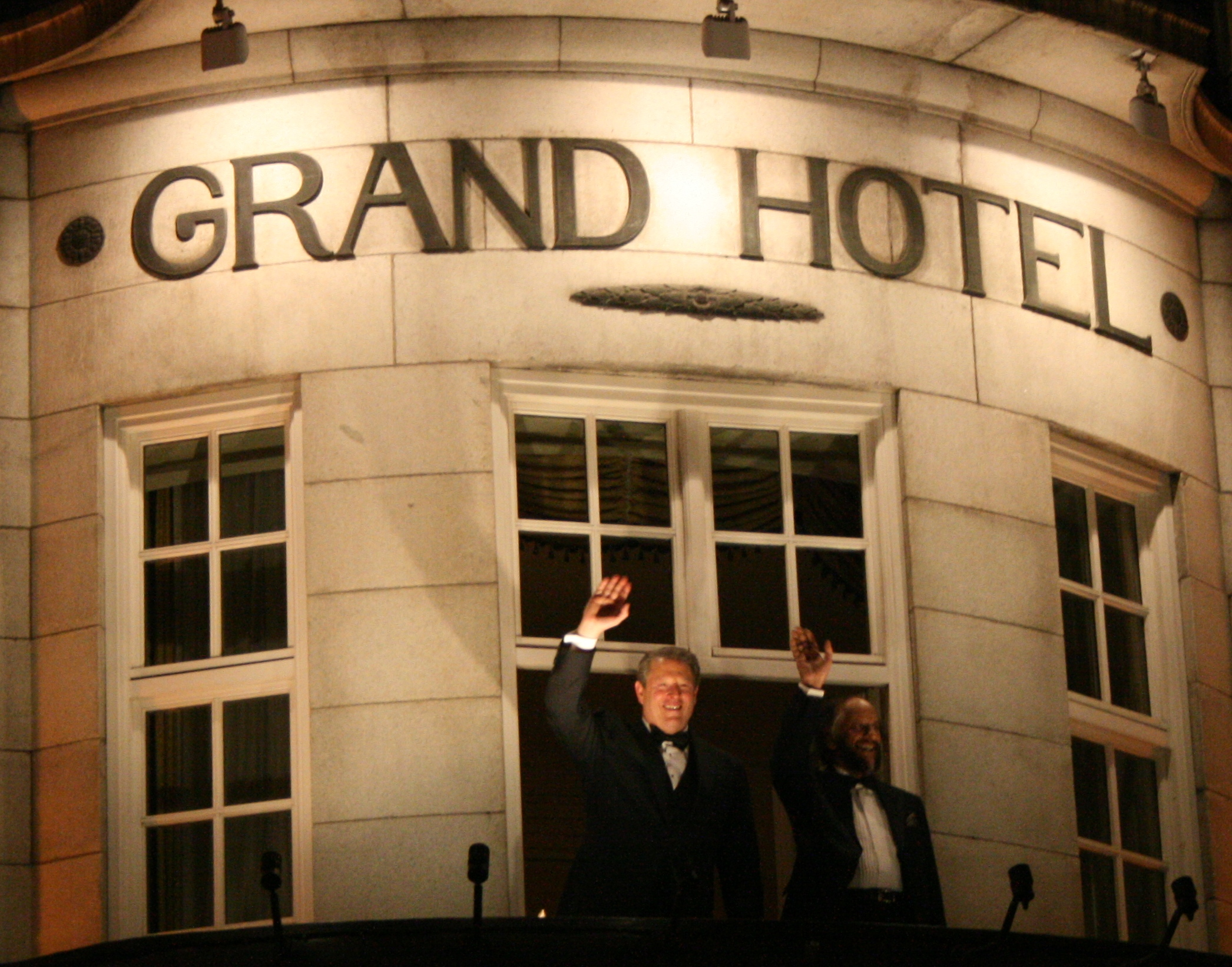
Prisvinnarna 2007, Al Gore och representanten för FN:s klimatpanel Rajendra Pachauri, på balkongen på Grand Hotel i Oslo.

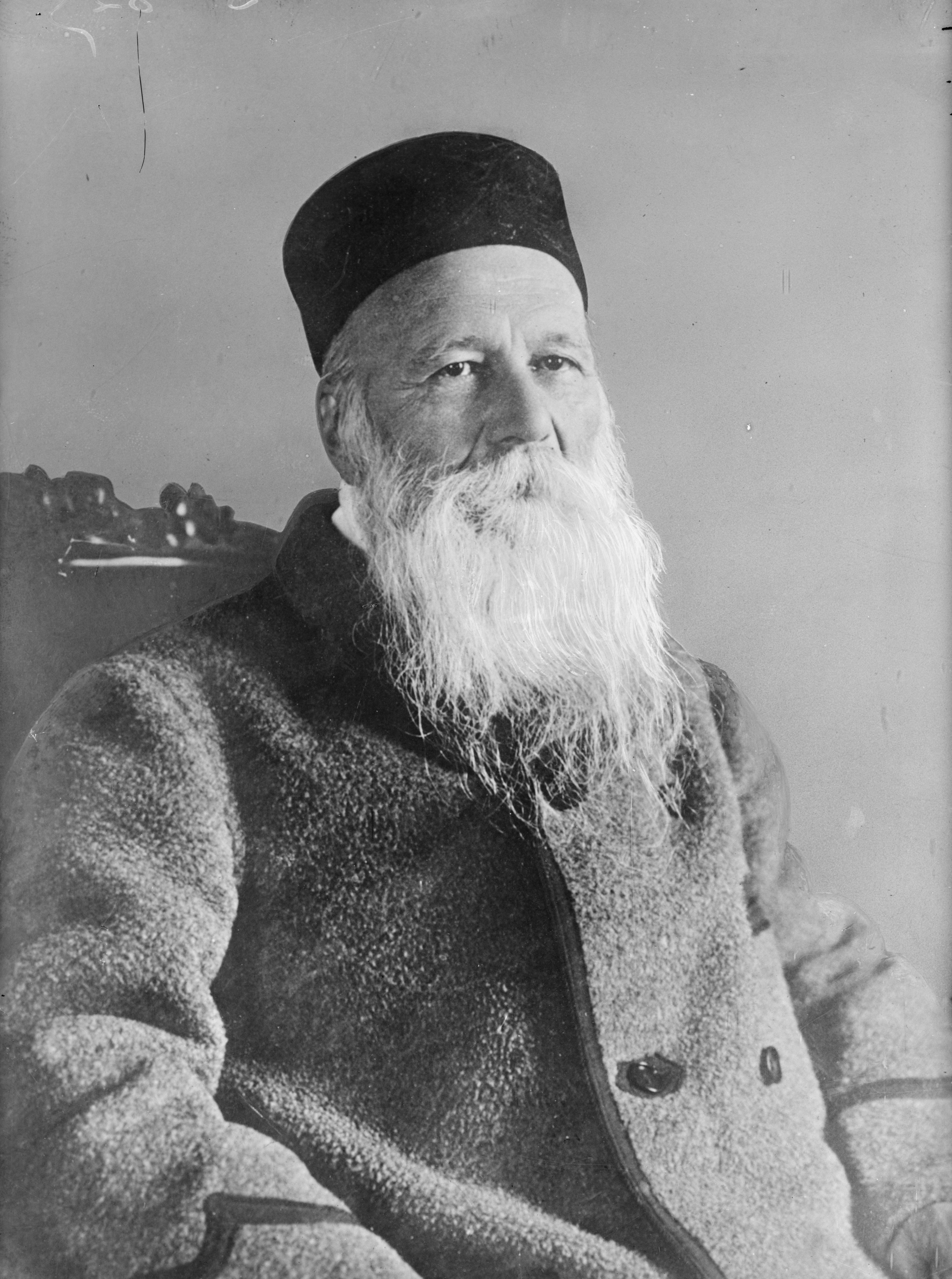
Henri Dunant delade det första fredspriset med...

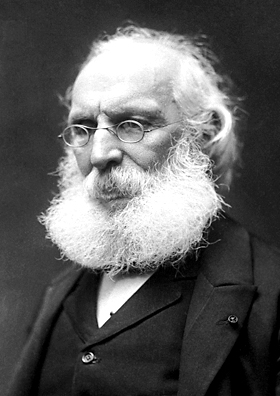
...Frédéric Passy.

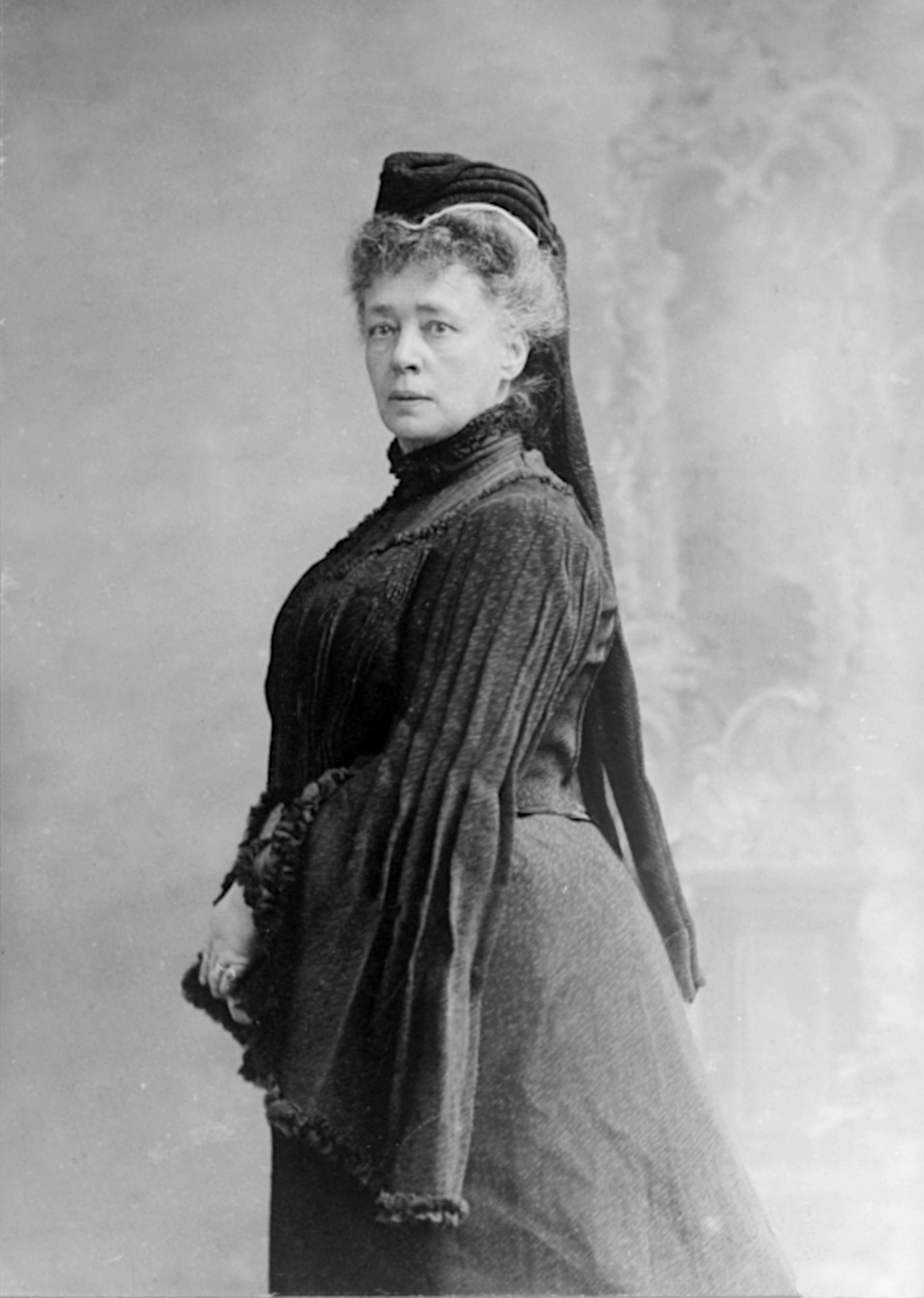
1905: Bertha von Suttner.

Internationella rödakorskommittén har tilldelats fredspriset tre gånger – 1917, 1944 och 1963.

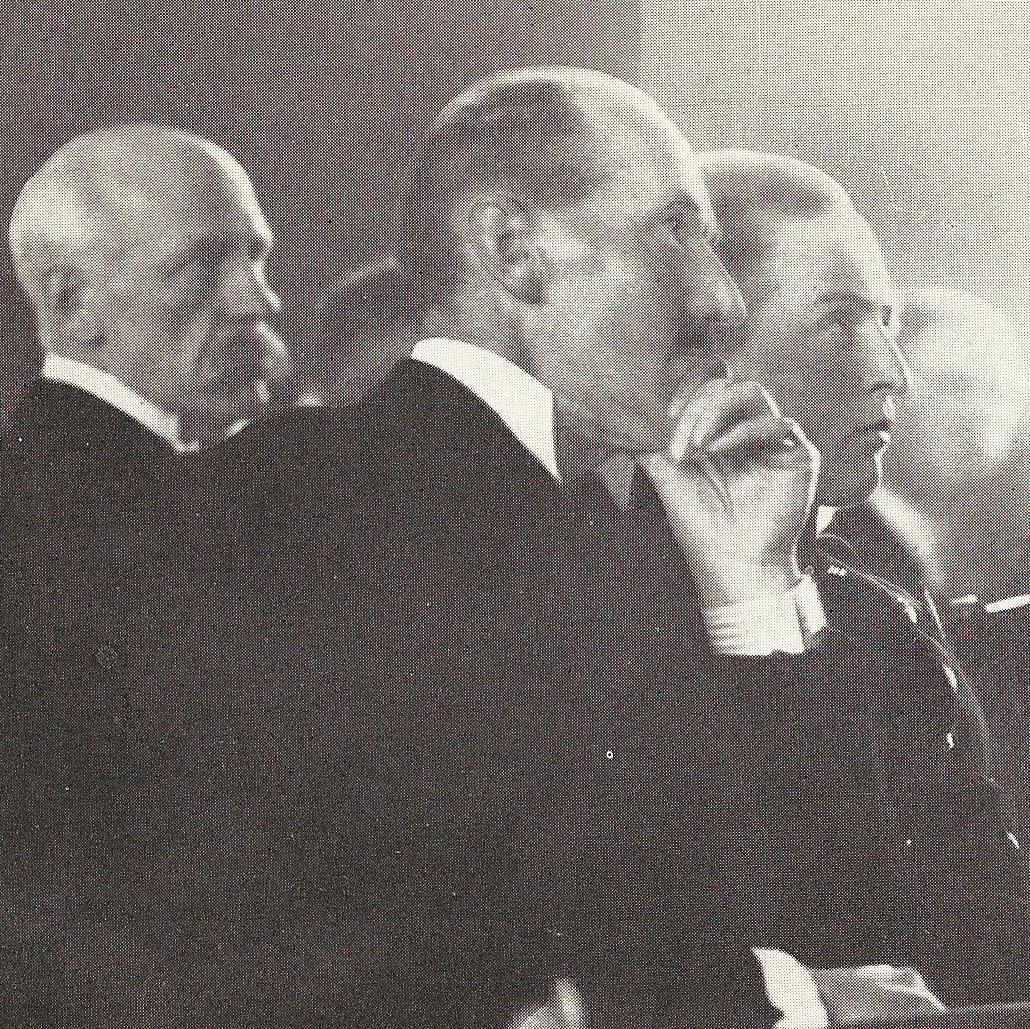
1922: Fridtjof Nansen (till vänster), kung Haakon VII och kronprins Olav.

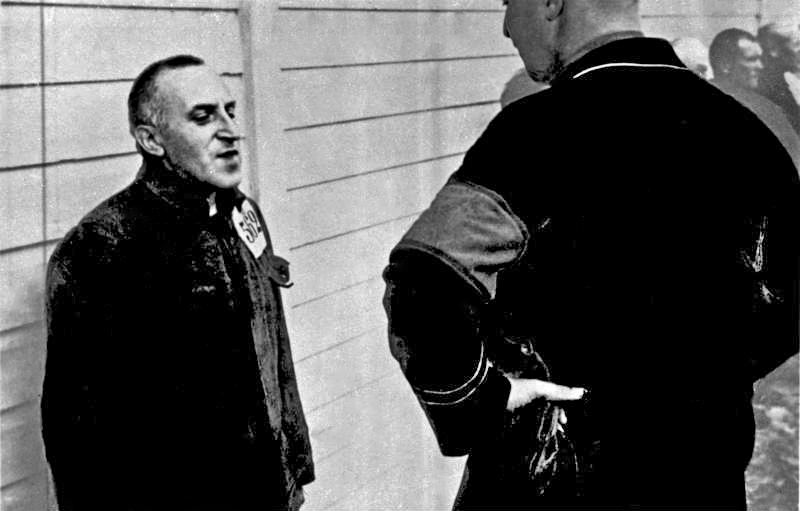
1935: Carl von Ossietzky (till vänster).

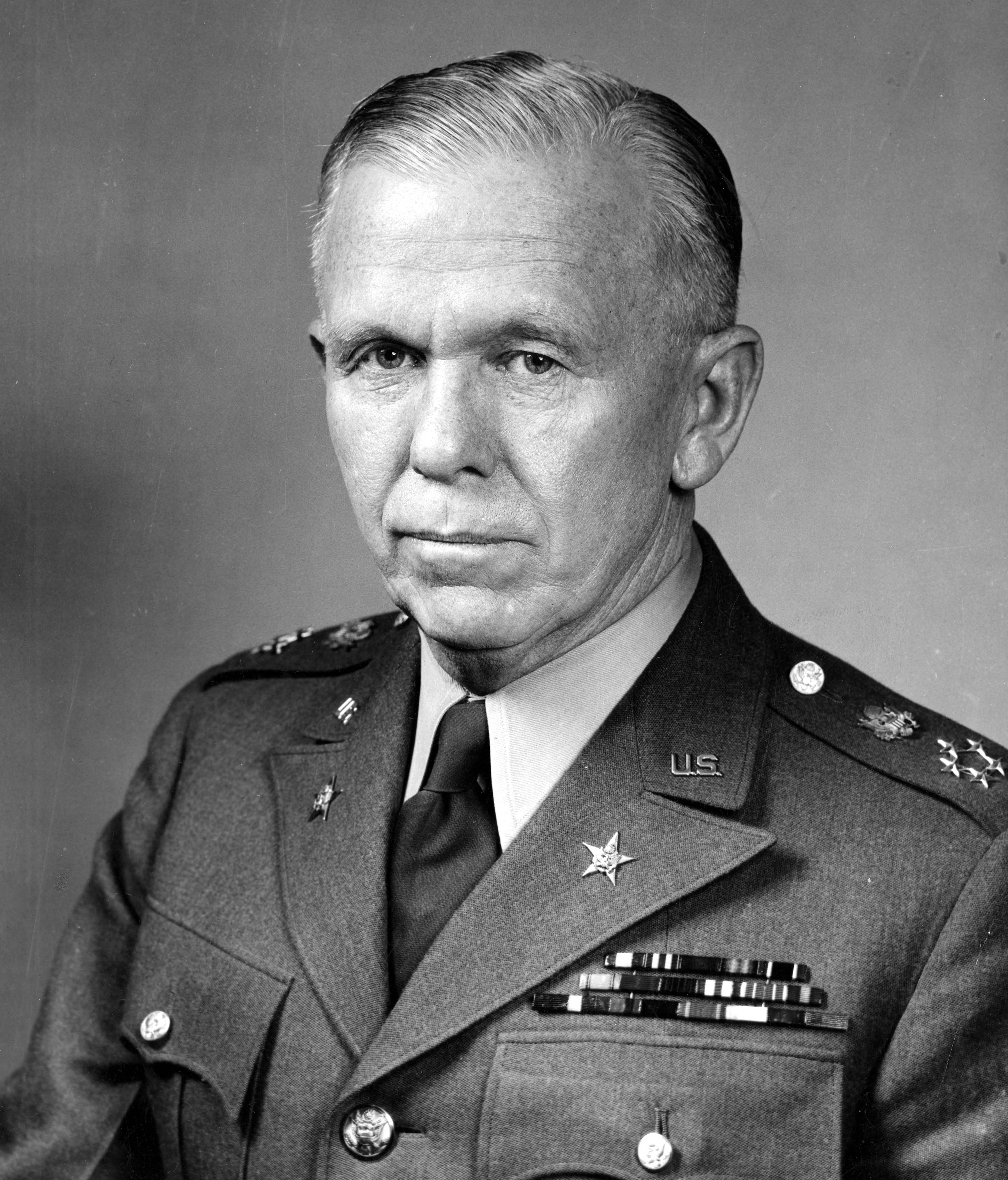
1953: George C. Marshall.

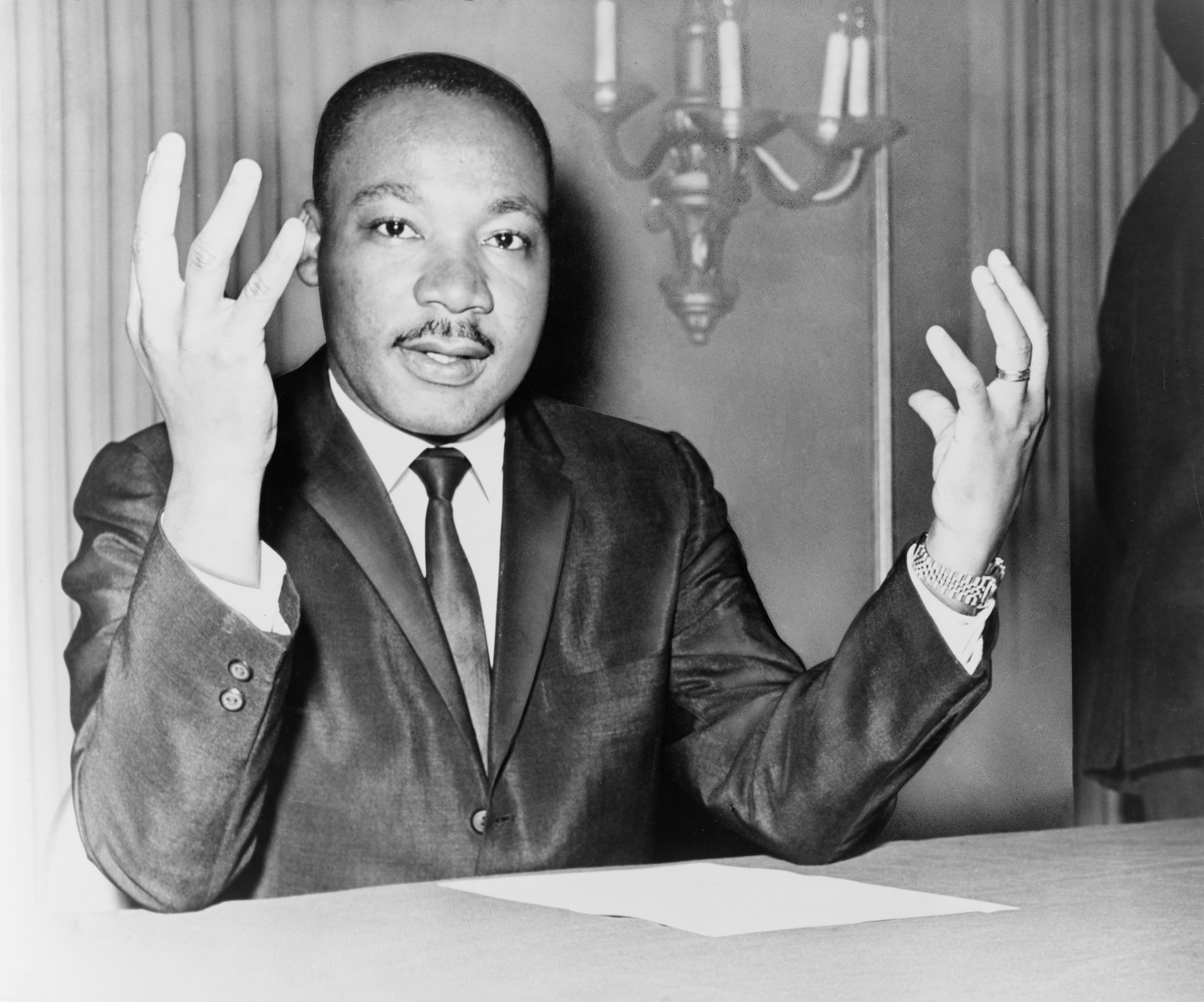
1964: Martin Luther King.

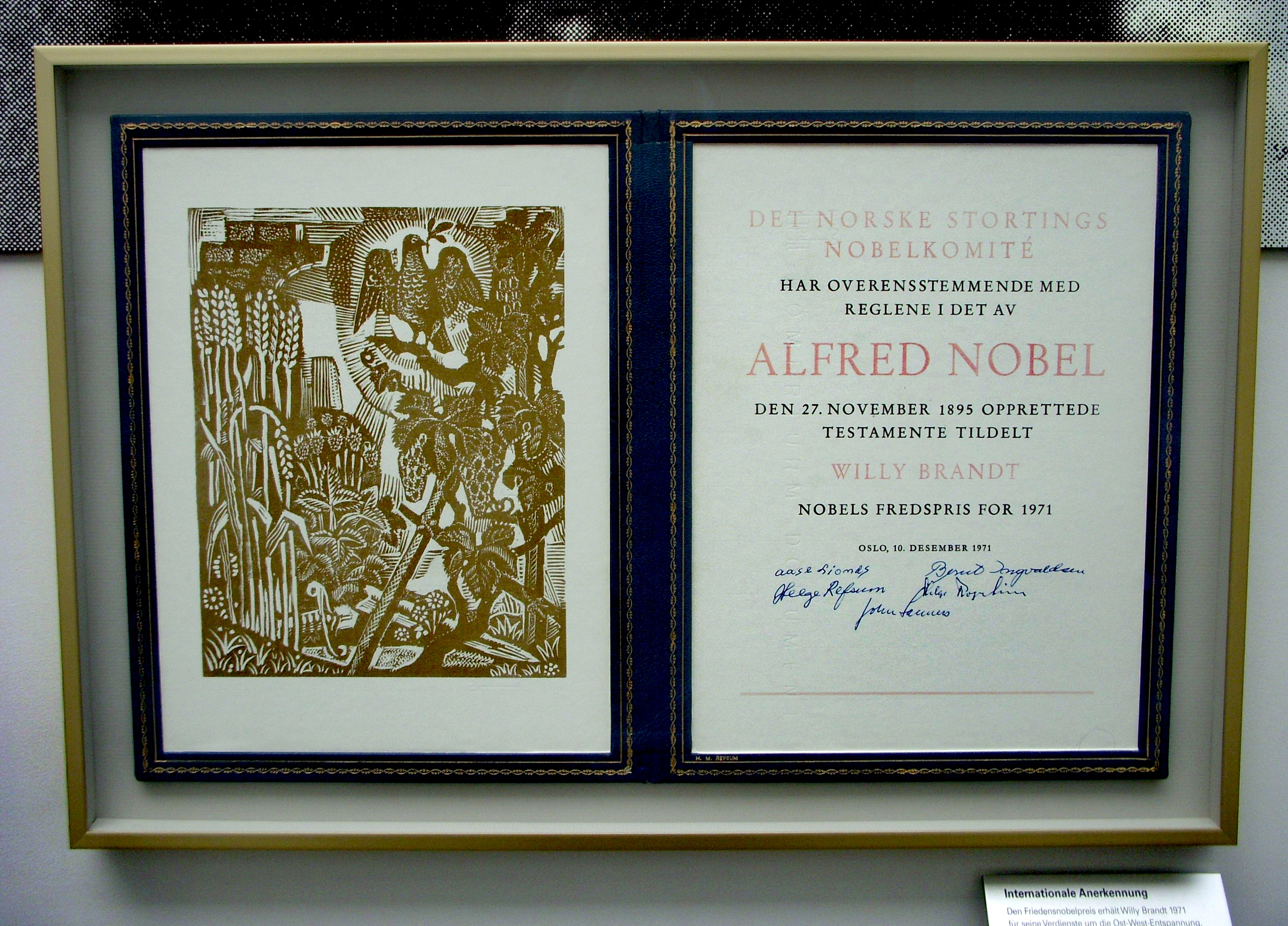
Priset till Willy Brandt 1971.

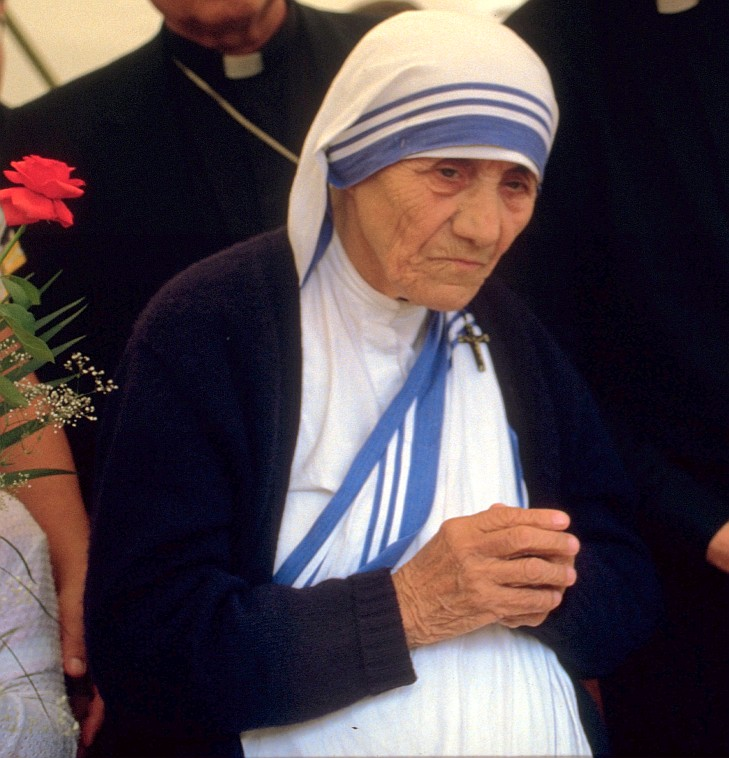
1979: Moder Teresa.

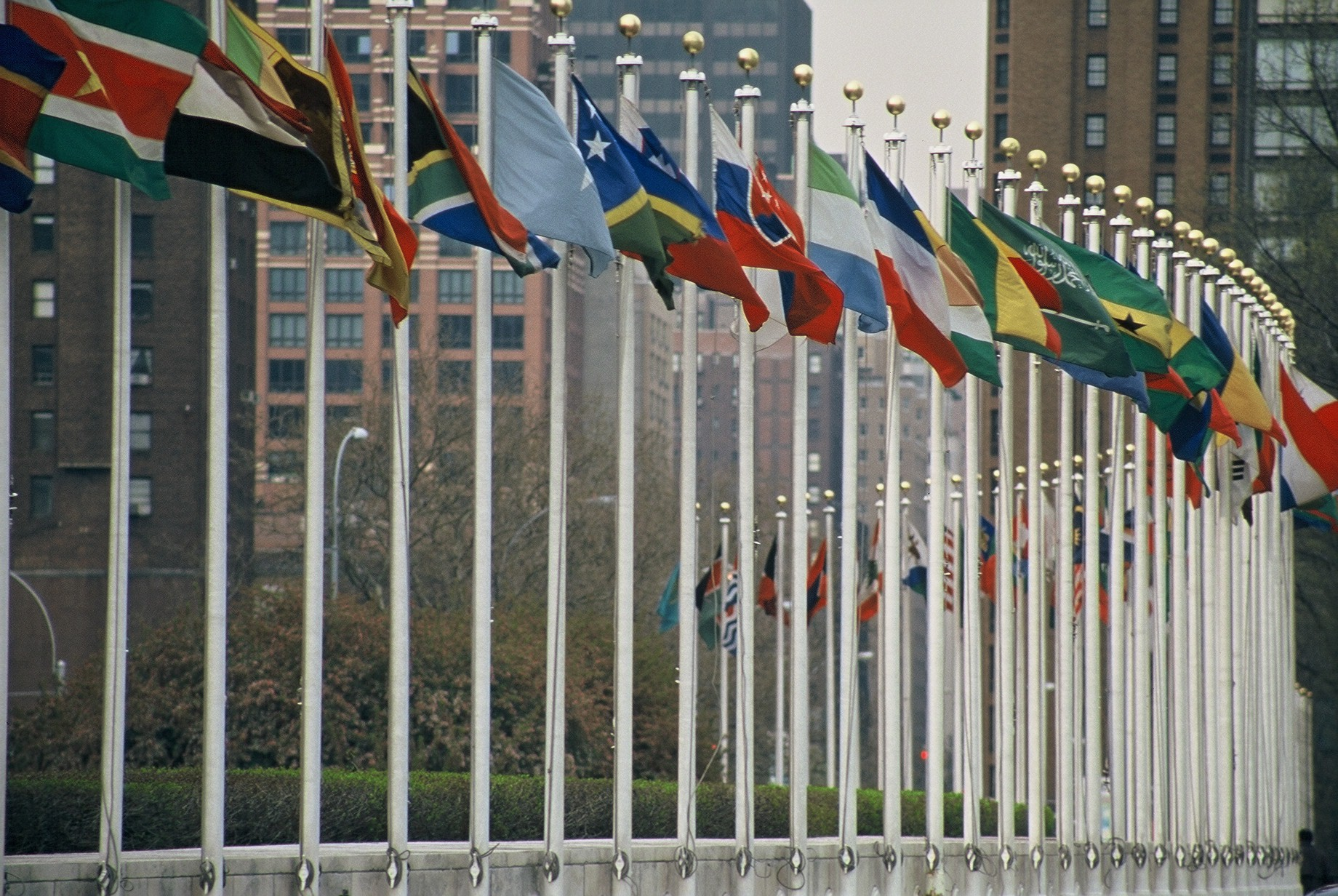
FN-organ och personer knutna till FN har tilldelats fredspris 1945, 1951, 1961, 1981, 1982, 1988, 2001 och 2007.

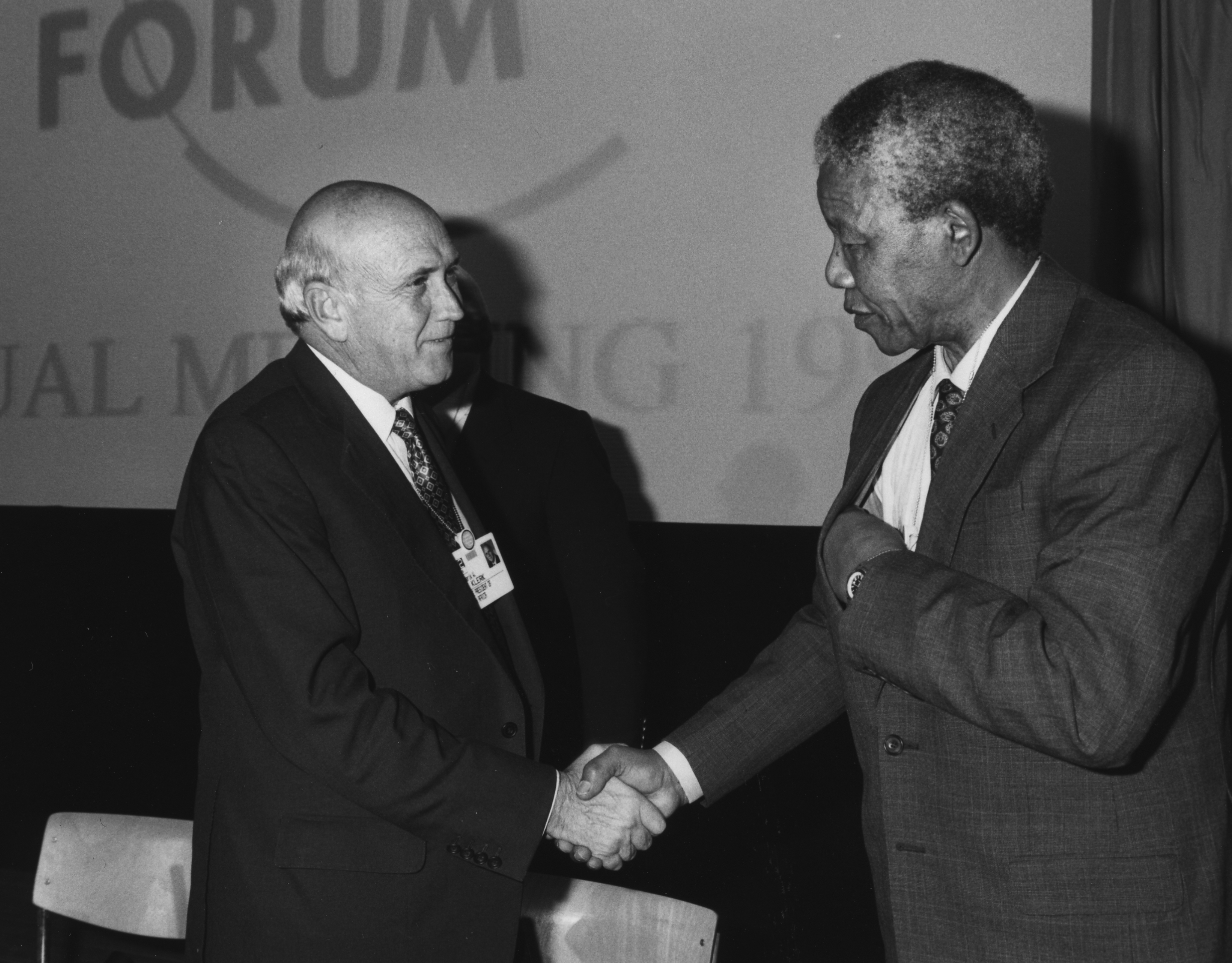
1993: F.W. de Klerk och Nelson Mandela.

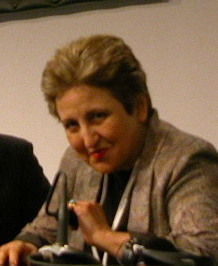
2003: Shirin Ebadi.

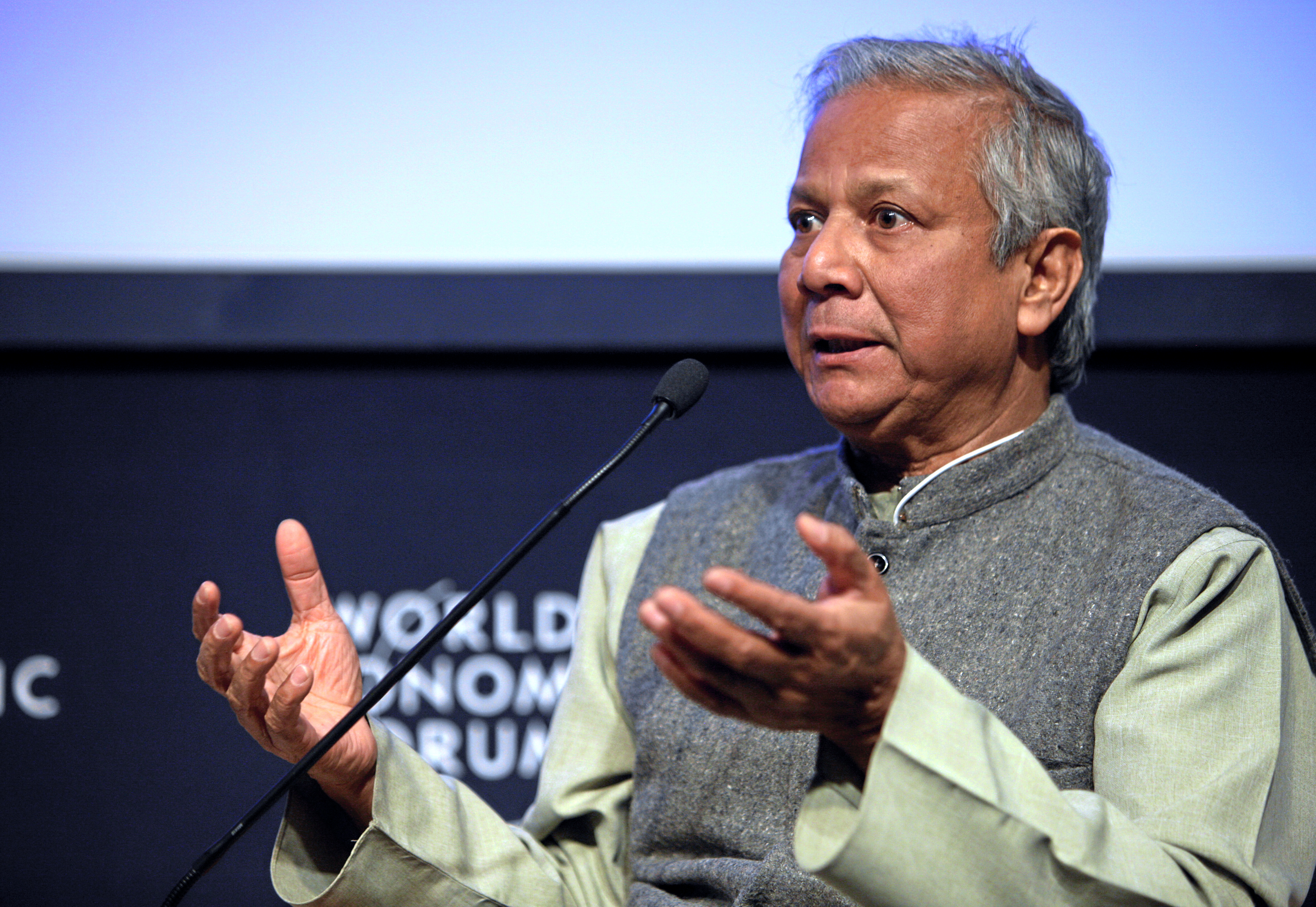
2006: Mohammad Yunus.

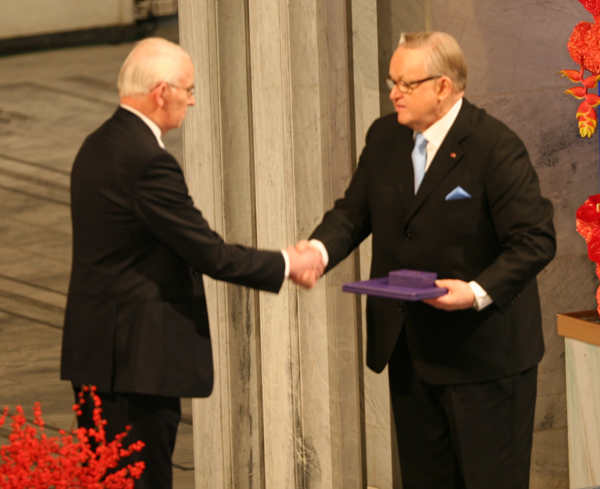
2008: Martti Ahtisaari (till höger).

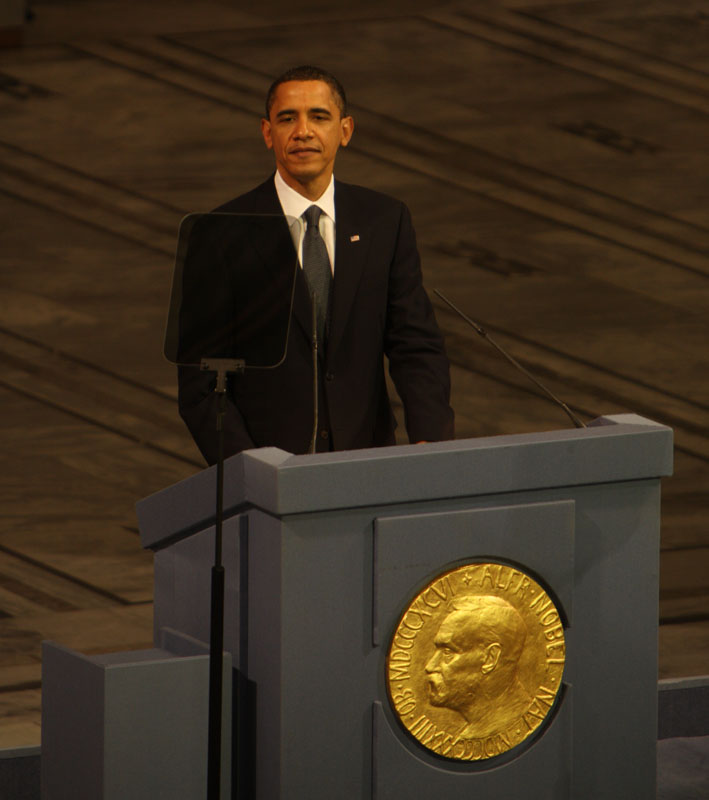
Barack Obama 2009.

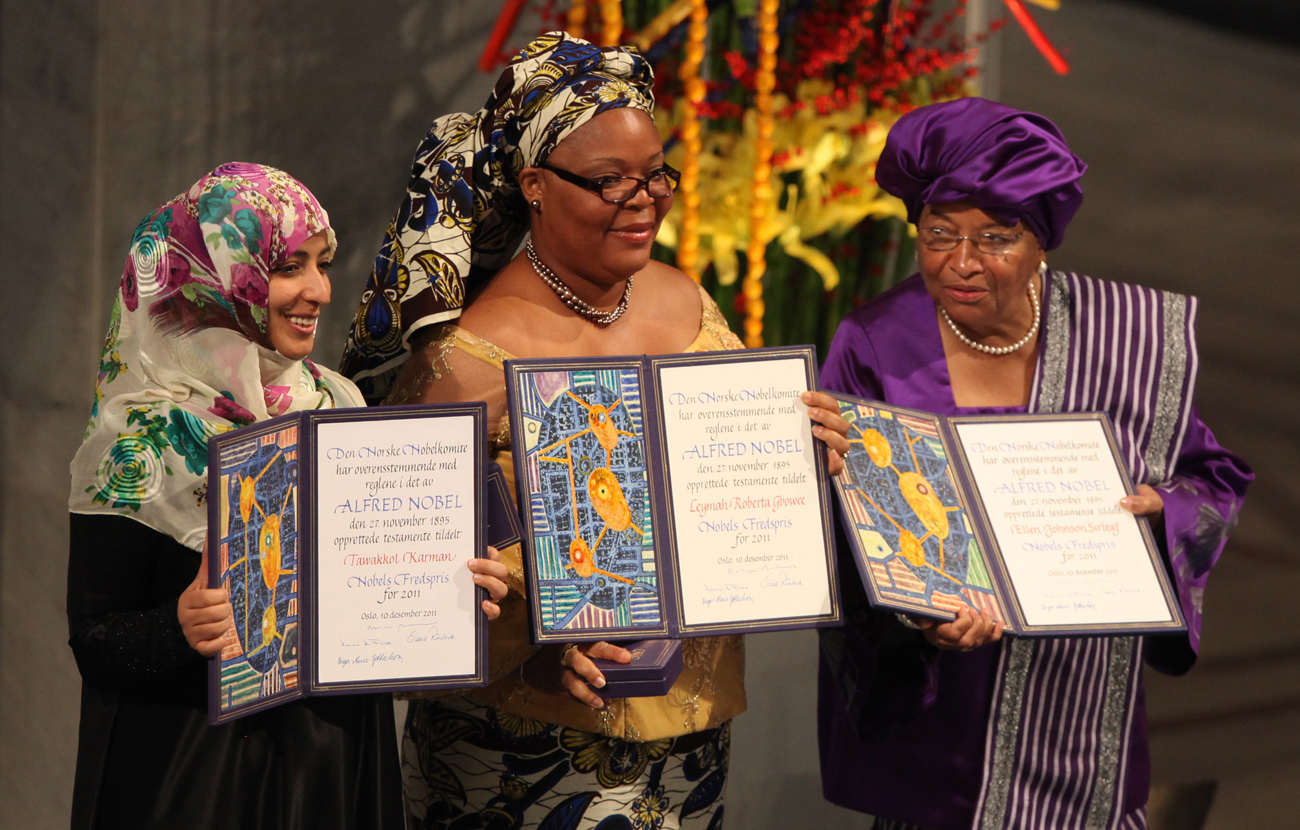
Tawakkul Karman, Leymah Gbowee och Ellen Johnson Sirleaf vid prisutdelningen 2011.

Det är inte klarlagt varför Alfred Nobel ville att fredspriset skulle administreras av Norge, som vid tiden för Nobels död var i union med Sverige. Geir Lundestad, tidigare sekreterare i den norska nobelkommittén, menar att en anledning kan ha varit att Nobel ansåg Norge ha en mindre militaristisk tradition än Sverige och därmed vara bättre lämpat att dela ut priset. Mot slutet av 1800-talet hade också Norge nära samarbete med den Interparlamentariska unionen och dess ansträngningar att lösa konflikter genom medling och skiljenämnder. Vidare menar Lundestad att en orsak kan ha varit att Nobel skrev sitt testamente på den Svensk-Norska klubben i Paris och att han kan ha blivit inspirerad av det, samt förstås att länderna var i union vid tillfället. Den sista möjliga anledningen som Lundestad tar upp är att Nobel beundrade norsk skönlitteratur, främst Bjørnstjerne Bjørnson.
Pristagare utses i oktober av Norska Nobelkommittén (no. Den Norske Nobelkomite) som består av fem ledamöter utsedda av Stortinget. Till skillnad från övriga nobelpris kan även organisationer, och inte bara personer, tilldelas fredspriset. Prisceremonin äger rum i rådhuset i Oslo den 10 december. Det är det enda nobelpris som delas ut i Oslo – de övriga prisen delas ut samma dag i Stockholm. Priset har delats ut sedan 1901 med undantag för 19 tillfällen. Ett längre uppehåll gjordes bland annat 1939–1943 på grund av andra världskriget och Nazitysklands ockupation av Norge. 
Sammanlagt har 111 personer och 31 organisationer fått priset, och 36 gånger har två eller fler personer delat priset. Totalt har 19 kvinnor tilldelats fredspriset. Den yngsta pristagaren är Malala Yousafzai som var 17 år när hon 2014 mottog priset. Den äldsta pristagaren är Józef Rotblat var 87 år när han 1995 tilldelades Nobels fredspris.

### Kontroverser och kritik
När tysken Carl von Ossietzky erhöll priset 1935 förvägrades han, av den nazityska regeringen, att lämna koncentrationslägret som han befann sig i. Året därefter förbjöd Nazitysklands regim tyskar att ta emot Nobelpriset.
Då fredspriset ofta gäller insatser som kan vara mer politiska till sin natur har valet av pristagare tenderat att bli omstritt oftare än fallet med de vetenskapliga nobelprisen. Kritik har gällt dem som erhållit priset såväl som personer som inte erhållit priset. Några exempel är: Henry Kissinger 1973, Yassir Arafat, Yitzhak Rabin och Shimon Peres 1994, Al Gore 2007, Jimmy Carter 2002 och Barack Obama 2009 och Europeiska unionen 2012[källa behövs].
Då ingen pristagare kan sägas ha medverkat till att stående arméer minskats eller avvecklats, har priset mer blivit en prestigesak som också ges ut till personer vars gärningar kan förväntas bli av fredligt slag, till exempel USA:s dåvarande president Barack Obama. Skarp kritik har från olika håll inte sällan framförts mot norska Nobelkommitténs val av pristagare, till exempel i böcker som Nobels Fredspris: Visionen som försvann av Fredrik S. Heffermehl, 2011.
Det nyare svenska humanitära priset Right Livelihood Award erbjöds före sitt instiftande till Nobelkommittén som ett komplement avsett för de många individerna och grupper, som verkar för en fredlig, human utveckling mer i det tysta och lokalt, men avvisades och blev i stället ett fristående pris, utdelat dagen före nobelprisen och ibland benämnt som ett "alternativt nobelpris".[källa behövs]

## Nominering
För att erhålla fredspriset måste personen eller organisationen i fråga bli nominerad av en kvalificerad nominerare. Dessa nominerare kan vara:
- Medlemmar av nationella församlingar och nationella regeringar (regeringsmedlemmar / ministrar) i suveräna stater samt nuvarande statschefer.
- Medlem i den internationella domstolen i Haag samt permanenta skiljedomstolen.
- Medlem av Institut de Droit international (även kallat Folkrättsinstitutet).
- Medlem av Internationella kvinnoförbundet för fred och frihet.
- Universitetsprofessorer, professorer emeriti och så kallade associate professors (nordamerikansk akademisk titel) i historia, juridik, filosofi, teologi, religionsvetenskap eller samhällsvetenskap.
- Person som tidigare mottagit Nobels fredspris.
- Medlem i styrelsen av organisationer som tidigare mottagit Nobels fredspris.
- Nuvarande och tidigare medlemmar i den norska nobelkommittén.
- Tidigare rådgivare åt den norska nobelkommittén.

Den norska nobelkommittén kan också lägga till namn på listan över nominerade. Detta måste ske vid kommitténs första möte efter att nomineringstiden löpt ut.

## Fredspriskonserten
Fredspriskonserten hade sin premiär 1994 och har sedan dess ägt rum i inomhusarenan Oslo Spektrum dagen efter prisutdelningen. Konserten har alltid varit uppmärksammad på grund av de årligen inbjudna fredsambassadörerna/värdarna och mångfalden av internationella musikaliska artister.

## Kronologisk lista över pristagare
| År   | Pristagare                                                                        | Anledning/Verksamhet | Nationalitet                    |
| ---- | --------------------------------------------------------------------------------- | --- | ------------------------------- |
| 1901 | Henri Dunant, Frédéric Passy                                                      | Grundare av Röda Korset respektive Franska Fredsföreningen | Schweiz, Frankrike              |
| 1902 | Élie Ducommun, Albert Gobat                                                       | Högt uppsatta ledamöter i Internationella fredsbyrån | Schweiz                         |
| 1903 | Randal Cremer                                                                     | För hans långvariga och hängivna ansträngningar till förmån för idéerna om fred och skiljedom. | Storbritannien                  |
| 1904 | Institut de droit international                                                   | Studier av internationell rätt | Belgien                         |
| 1905 | Bertha von Suttner                                                                | Engagemang i fredsrörelsen | Österrike-Ungern                |
| 1906 | Theodore Roosevelt                                                                | Medlare i det rysk-japanska kriget | USA                             |
| 1907 | Ernesto Moneta, Louis Renault                                                     | President för fredsförbundet i Lombardo respektive professor i internationell rätt | Italien, Frankrike              |
| 1908 | Klas Pontus Arnoldson, Fredrik Bajer                                              | Grundare av Svenska freds- och skiljedomsföreningen respektive president för Internationella fredsbyrån | Sverige, Danmark                |
| 1909 | Auguste Beernaert, Paul Henri d'Estournelles de Constant                          | Engagemang i fredsrörelsen | Belgien, Frankrike              |
| 1910 | Permanent International Peace Bureau (Permanenta Internationella Fredsbyrån)      | För att de fungerar som en länk mellan olika ländernas fredsorganisationer och hjälper dem att organisera den internationella fredsrörelsens världsmöten |                                 |
| 1911 | Tobias Asser, Alfred Fried                                                        | Initiativtagare till Conférences de Droit international privé i Haag respektive grundare av tidningen Die Waffen Nieder | Nederländerna, Österrike-Ungern |
| 1912 | Elihu Root                                                                        | Root fick fredspriset för sin strävan att internationella konflikter skulle lösas genom skiljedom. | USA                             |
| 1913 | Henri La Fontaine                                                                 | President för Permanenta Internationella Fredsbyrån | Belgien                         |
| 1914 | Inget pris utdelades                                                              | |                                 |
| 1915 | Inget pris utdelades                                                              | |                                 |
| 1916 | Inget pris utdelades                                                              | |                                 |
| 1917 | Internationella rödakorskommittén                                                 | Arbetet med omhändertagande av skadade i krig, krigsfångars och deras familjers intressen |                                 |
| 1918 | Inget pris utdelades                                                              | |                                 |
| 1919 | Woodrow Wilson                                                                    | Initiativtagare till Nationernas förbund | USA                             |
| 1920 | Léon Bourgeois                                                                    | President för Nationernas Förbund | Frankrike                       |
| 1921 | Hjalmar Branting, Christian Lous Lange                                            | För deras livslånga bidrag till fredens sak och organiserad internationalism | Sverige, Norge                  |
| 1922 | Fridtjof Nansen                                                                   | Initiativtagare till Nansenpasset | Norge                           |
| 1923 | Inget pris utdelades                                                              | |                                 |
| 1924 | Inget pris utdelades                                                              | |                                 |
| 1925 | Sir Austen Chamberlain, Charles G. Dawes                                          | Utarbetade Locarnofördragen respektive initiativtagare till Dawesplanen | Storbritannien, USA             |
| 1926 | Aristide Briand, Gustav Stresemann                                                | Var med och utarbetade Locarnofördragen | Frankrike, Tyskland             |
| 1927 | Ferdinand Buisson, Ludwig Quidde                                                  | Grundare av Kommissionen för Mänskliga Rättigheter respektive engagemang i internationellt fredsarbete | Frankrike, Tyskland             |
| 1928 | Inget pris utdelades                                                              | |                                 |
| 1929 | Frank B. Kellogg                                                                  | Utarbetade Briand–Kellogg-pakten | USA                             |
| 1930 | Nathan Söderblom                                                                  | Ledare för den ekumeniska rörelsen | Sverige                         |
| 1931 | Jane Addams, Nicholas Murray Butler                                               | President för Women's International League for Peace and Freedom (Internationella kvinnoförbundet för fred och frihet) respektive förkämpe för Briand-Kelloggpakten. | USA                             |
| 1932 | Inget pris utdelades                                                              | |                                 |
| 1933 | Sir Norman Angell                                                                 | Medlem av Nationernas Förbunds exekutiva kommitté | Storbritannien                  |
| 1934 | Arthur Henderson                                                                  | President for Nationernas Förbunds nedrustningskonferens 1931–1934 | Storbritannien                  |
| 1935 | Carl von Ossietzky                                                                | Journalist och pacifist | Tyskland                        |
| 1936 | Carlos Saavedra Lamas                                                             | Medling i konflikten mellan Paraguay och Bolivia 1935 | Argentina                       |
| 1937 | Robert Cecil                                                                      | Grundare och president för International Peace Campaign | Storbritannien                  |
| 1938 | Nansenbyrån                                                                       | Internationell hjälporganisation för flyktingar |                                 |
| 1939 | Inget pris utdelades                                                              | |                                 |
| 1940 | Inget pris utdelades                                                              | |                                 |
| 1941 | Inget pris utdelades                                                              | |                                 |
| 1942 | Inget pris utdelades                                                              | |                                 |
| 1943 | Inget pris utdelades                                                              | |                                 |
| 1944 | Internationella rödakorskommittén                                                 | För arbetet för mänskligheten under andra världskriget |                                 |
| 1945 | Cordell Hull                                                                      | En av initiativtagarna till Förenta nationerna | USA                             |
| 1946 | Emily Greene Balch, John R. Mott                                                  | För hennes livslånga arbete för fredens sak respektive för hans arbete för religiöst brödraskap genom sitt presidentskap i KFUK-KFUM. | USA                             |
| 1947 | Friends Service Council, American Friends Service Committee                       | För banbrytande arbete för internationellt fredsarbete, för arbete för att minska mänskligt lidande och arbete för broderskap över nationsgränser |                                 |
| 1948 | Inget pris utdelades (tänktes ges till Mahatma Gandhi men han blev mördad innan.) | |                                 |
| 1949 | Lord Boyd Orr                                                                     | För sitt livslånga arbete för att besegra hungern, en stor orsak till krig | Storbritannien                  |
| 1950 | Ralph Bunche                                                                      | Medling i Palestina, 1948–1949 | USA                             |
| 1951 | Léon Jouhaux                                                                      | Delegat i Nationernas Förbund och Förenta Nationerna | Frankrike                       |
| 1952 | Albert Schweitzer                                                                 | Grundare av Lambarene-sjukhuset, Gabon | Frankrike                       |
| 1953 | George C. Marshall                                                                | Utformare av Marshallplanen | USA                             |
| 1954 | FN:s flyktingkommissariat                                                         | För dess ansträngningar att läka krigssår genom att hjälpa och skydda flyktingar i hela världen |                                 |
| 1955 | Inget pris utdelades                                                              | |                                 |
| 1956 | Inget pris utdelades                                                              | |                                 |
| 1957 | Lester Bowles Pearson                                                             | Arbetet med Suezkrisen | Kanada                          |
| 1958 | Georges Pire                                                                      | Ledare för hjälporganisationen för flyktingar l'Europe du Coeur au Service du Monde | Belgien                         |
| 1959 | Philip Noel-Baker                                                                 | Livslångt engagemang i fredsfrågor | Storbritannien                  |
| 1960 | Albert Lutuli                                                                     | President för African National Congress som fick priset för sitt anti-våldsarbete mot apartheid. | Sydafrika                       |
| 1961 | Dag Hammarskjöld (postumt)                                                        | Förstärkning av FN-organisationen | Sverige                         |
| 1962 | Linus Pauling                                                                     | För sitt arbete mot kärnvapenrustningen mellan öst- och västmakterna | USA                             |
| 1963 | Internationella rödakorskommittén                                                 | |                                 |
| 1964 | Martin Luther King                                                                | Icke-våldsarbete för medborgerliga rättigheter | USA                             |
| 1965 | FN:s barnfond                                                                     | För dess ansträngningar för att öka solidariteten mellan nationer och att minska skillnaden mellan rika och fattiga stater |                                 |
| 1966 | Inget pris utdelades                                                              | |                                 |
| 1967 | Inget pris utdelades                                                              | |                                 |
| 1968 | René Cassin                                                                       | Ordförande Europadomstolen | Frankrike                       |
| 1969 | Internationella arbetsorganisationen (ILO)                                        | Verka för bättre arbetsvillkor och sociala rättigheter för arbetstagare |                                 |
| 1970 | Norman Borlaug                                                                    | Forskningsarbete för grödor, forskningsledare International Maize and Wheat Improvement Center | USA                             |
| 1971 | Willy Brandt                                                                      | Förbundskansler, utarbetande av den västtyska östpolitiken | Västtyskland                    |
| 1972 | Inget pris utdelades                                                              | |                                 |
| 1973 | Henry Kissinger, Le Duc Tho                                                       | Delat pris för utarbetande av fredsplan i Vietnam | USA, Vietnam                    |
| 1974 | Seán MacBride, Eisaku Sato                                                        | | Irland, Japan                   |
| 1975 | Andrej Sacharov                                                                   | För sitt arbete för mänskliga rättigheter i Sovjetunionen samt för arbete för nedrustning och samarbete mellan nationer | Sovjetunionen                   |
| 1976 | Betty Williams, Mairead Corrigan                                                  | Fredsarbete i Nordirland | Nordirland (Storbritannien)     |
| 1977 | Amnesty International                                                             | Människorättsarbete för samvetsfångar |                                 |
| 1978 | Anwar Sadat, Menachem Begin                                                       | För att tillsammans ha förhandlat fram fred mellan Israel och Egypten 1978 | Egypten, Israel                 |
| 1979 | Moder Teresa                                                                      | Grundare av Missionaries of Charity | Indien                          |
| 1980 | Adolfo Pérez Esquivel                                                             | För att vara en inspirationskälla för förtryckta människor, särskilt i Latinamerika | Argentina                       |
| 1981 | Förenta Nationernas flyktingkommissariat                                          | |                                 |
| 1982 | Alva Myrdal, Alfonso García Robles                                                | För deras arbete för nedrustning och kärnvapenfria och vapenfria zoner | Sverige, Mexiko                 |
| 1983 | Lech Wałęsa                                                                       | Ledare för fackföreningsrörelsen Solidaritet | Polen                           |
| 1984 | Desmond Tutu                                                                      | För sin roll som en enande ledargestalt i icke-våldskampanjen för att lösa problemet med apartheid i Sydafrika | Sydafrika                       |
| 1985 | Internationella läkarrörelsen mot kärnvapen                                       | Information kring katastrofala följder av kärnvapen |                                 |
| 1986 | Elie Wiesel                                                                       | Överlevare från förintelsen, livslångt människorättsarbete | USA                             |
| 1987 | Oscar Arias Sánchez                                                               | Fredsarbete i Centralamerika | Costa Rica                      |
| 1988 | FN:s fredsbevarande styrkor                                                       | För möjliggörande av FN:s föresatser |                                 |
| 1989 | Den 14:e Dalai Lama (Tenzin Gyatso)                                               | Frihetsarbetet för Tibet, konsekvent motstånd till våld | Tibet (Kina)                    |
| 1990 | Michail Gorbatjov                                                                 | För sin roll han spelade under de radikala förändringarna i relationerna mellan öst och väst | Sovjetunionen                   |
| 1991 | Aung San Suu Kyi                                                                  | För sitt icke-våldsarbete för demokrati och mänskliga rättigheter | Myanmar                         |
| 1992 | Rigoberta Menchú                                                                  | Människorättsarbete med fokus på ursprungsbefolkning | Guatemala                       |
| 1993 | Nelson Mandela, F.W. de Klerk                                                     | Delat pris för det fredliga avskaffandet av apartheid | Sydafrika                       |
| 1994 | Yassir Arafat, Shimon Peres, Yitzhak Rabin                                        | För arbetet att möjliggöra en fredsprocess i Mellanöstern | Palestina, Israel               |
| 1995 | Joseph Rotblat, Pugwash Conferences on Science and World Affairs                  | Arbete för nedrustning av kärnvapen | Storbritannien, född i Polen    |
| 1996 | Carlos Filipe Ximenes Belo, José Ramos-Horta                                      | Fredsarbete i Östtimor | Östtimor                        |
| 1997 | International Campaign to Ban Landmines, Jody Williams                            | Delat pris för att förbjuda och röja minor | USA                             |
| 1998 | John Hume, David Trimble                                                          | För insatserna att komma till en fredlig lösning i Nordirlandskonflikten | Nordirland (Storbritannien)     |
| 1999 | Läkare utan gränser (Médecins Sans Frontières)                                    | För humanitära insatser på flera kontinenter |                                 |
| 2000 | Kim Dae-jung                                                                      | Fredsarbete i Östasien, speciellt arbetat för fred och försoning mellan Sydkorea och Nordkorea | Sydkorea                        |
| 2001 | Förenta nationerna, Kofi Annan                                                    | För arbetet med en fredligare och bättre organiserad värld | Ghana                           |
| 2002 | Jimmy Carter                                                                      | För arbetet att nå fredliga lösningar på internationella konflikter | USA                             |
| 2003 | Shirin Ebadi                                                                      | För arbetet med demokrati och mänskliga rättigheter, i synnerhet för barn och kvinnor. | Iran                            |
| 2004 | Wangari Maathai                                                                   | Insatser för hållbar utveckling, demokrati och fred | Kenya                           |
| 2005 | Internationella atomenergiorganet, Mohamed el-Baradei                             | För arbetet att förhindra att civil kärnkraftsutveckling används i militära syften | Egypten                         |
| 2006 | Grameen Bank, Mohammad Yunus                                                      | Skapandet av ekonomisk och social utveckling med mikrokrediter | Bangladesh                      |
| 2007 | Al Gore, FN:s klimatpanel                                                         | För skapandet och spridandet av kunskap om människoskapad klimatpåverkan | USA                             |
| 2008 | Martti Ahtisaari                                                                  | För arbetet, under mer än tre decennier och på flera kontinenter, att nå fredliga lösningar på internationella konflikter | Finland                         |
| 2009 | Barack Obama                                                                      | För extraordinära insatser för att stärka internationell diplomati och samarbete mellan folk | USA                             |
| 2010 | Liu Xiaobo                                                                        | För hans långa och icke-våldsamma kamp för centrala mänskliga rättigheter i Kina | Kina                            |
| 2011 | Ellen Johnson Sirleaf, Leymah Gbowee, Tawakkul Karman                             | För deras icke-våldskamp för kvinnors säkerhet och deras rätt till fullt deltagande i fredsbyggande arbete | Liberia, Liberia, Jemen         |
| 2012 | Europeiska unionen                                                                | För att i över 60 år ha bidragit till fred, försoning, demokrati och mänskliga rättigheter i Europa. |                                 |
| 2013 | Organisationen för förbud mot kemiska vapen                                       | För dess omfattande arbete att förstöra kemiska vapen. |                                 |
| 2014 | Malala Yousafzai, Kailash Satyarthi                                               | För deras kamp mot förtryck av barn och unga människor och för rätten till utbildning för alla barn. | Pakistan, Indien                |
| 2015 | Tunisiens nationella dialogkvartett                                               | För dess avgörande bidrag till uppbyggandet av en pluralistisk demokrati i Tunisien i kölvattnet av jasminrevolutionen 2011. | Tunisien                        |
| 2016 | Juan Manuel Santos                                                                | För hans beslutsamma ansträngning att skapa fred i sitt land | Colombia                        |
| 2017 | International Campaign to Abolish Nuclear Weapons (ICAN)                          | För organisationens arbete för att uppmärksamma de katastrofala humanitära konsekvenserna av all användning av kärnvapen och för dess banbrytande ansträngningar att uppnå ett fördragsbaserat förbud mot sådana vapen. |                                 |
| 2018 | Denis Mukwege, Nadia Murad                                                        | För deras arbete mot sexualiserat våld som vapen i krig och konflikter. | Kongo-Kinshasa, Irak            |
| 2019 | Abiy Ahmed                                                                        | För sitt arbete för att uppnå fred och internationellt samarbete, och särskilt för sitt avgörande initiativ för att lösa gränskonflikten med grannlandet Eritrea. | Etiopien                        |
| 2020 | Världslivsmedelsprogrammet                                                        | För sin insats i kampen mot svält, för sitt bidrag till att skapa förutsättningar för fred i konfliktdrabbade områden och för att vara pådrivande i arbetet mot användningen av hunger som ett vapen i krig och konflikter. |                                 |
| 2021 | Maria Ressa, Dmitrij Muratov                                                      | För deras insatser att skydda yttrandefrihet, som är en förutsättning för demokrati och varaktig fred. | Filippinerna, Ryssland          |
| 2022 | Ales Bjaljatski, Memorial, Center for Civil Liberties                             | Pristagarna representerar det civila samhället i sina hemländer. De har under många år främjat rätten att kritisera makten och skydda medborgarnas grundläggande rättigheter. De har gjort en enastående insats för att dokumentera krigsförbrytelser, kränkningar av mänskliga rättigheter och maktmissbruk. Tillsammans visar de civilsamhällets betydelse för fred och demokrati. | Belarus, Ryssland, Ukraina      |
| 2023 | Narges Mohammadi                                                                  | För hennes kamp mot förtrycket av kvinnor i Iran och hennes kamp för att främja mänskliga rättigheter och frihet för alla. | Iran                            |
| 2024 | Nihon Hidankyo                                                                    | För sina insatser för att uppnå en värld fri från kärnvapen och för att genom vittnesmål visa att kärnvapen aldrig får användas igen. | Japan                           |

### Fotnoter
1. ↑  Priset utdelades 1920, eftersom den norska nobelkommittén under 1919 inte ansåg att någon gjort sig förtjänt av utmärkelsen. Enligt prisstatuterna kan man då vänta med utdelandet för år 1919 och genomföra detta senare, när juryn senare fått fram en godtagbar kandidat.[35]

1. 1 2 3 4 5 6 7 8 9 10  Prissumman fonderades i sin helhet till fredsprisfonden.
2. 1 2 3 4 5 6 7 8  Prissumman fonderades med 1/3 till huvudfonden och 2/3 till fredsprisfonden.
3. ↑  Prissumman fonderades i sin helhet till huvudfonden.